# Простріл червоний
Простріл червоний (Сон червоний) (лат. Pulsatílla rúbra) — багаторічна рослина, роду Сон (Pulsatilla) родини Жовтецеві (Ranunculaceae).

## Опис
Багаторічна трав'яниста рослина, гемікриптофіт. Квітконосне стебло 20-30 см у висоту. Прикореневе листя із пухнастим опушенням,  перисторозсічене, сегменти вузькі, численні.
Квітка на прямостійній квітконіжці, частини оцвітини ланцетоподібної форми, з внутрішньої сторони темно-фіолетово-червоні, чорно-червоні або коричнево-червоні.
Плід ― багатогорішок, горішки з довгими перистими пестиками.
Число хромосом ― 2n = 32.

## Поширення та екологія
Ацидофіли. Ендемік Південно-Західної Європи — Центральної та Південної Франції, Центральної та Східної Іспанії.

## Господарське значення
Використовується як декоративна рослина.

## Таксономія та систематика

### Синоніми
- Anemone pulsatilla subsp. rubra (Lam.) Rouy & Foucaud, 1893
- Anemone pulsatilla var. rubra (Lam.) DC., 1817
- Anemone pratensis subsp. rubra (Lam.) O.Bolòs & Vigo, 1974
- Anemone rubra Lam., 1783
- Pulsatilla vulgaris var. rubra (Lam.) P.Fourn., 1936